# 久光島
久光島（ひさみつじま）は、大分県の別府湾に位置していたが、沈んだとされる島。文献によっては、久満島の表記も見られる。
1596年9月4日の地震（慶長豊後地震）によって瓜生島と共に沈んだと言われているが諸説あり、1年後または2年後とする説もある。
実在したかどうかについても研究者によって意見が分かれており、瓜生島と混同しているという説、瓜生島と同様に半島だったとする説、島ではなく別府市（当時速見郡朝見郷）に位置する村だったとする説などがある。また村だとする説では、地震ではなく大雨で鶴見岳山頂から発生した土石流によって壊滅したとしている。